# 감중역
이 문서의 광둥어 명칭 ("감중")은 위키백과 자체의 광둥어 표기법을 따른 것입니다. 따라서 통용 표기법과는 다를 수 있습니다.
감중 (중국어 정체자: 金鐘, 광둥어 예일: Gāmjūng) 또는 애드미럴티 (Admiralty)역은 홍콩섬 감중에 위치한 홍콩 지하철의 역이다. 상징색은 푸른색, 흰색, 노란색이다. 췬완선과 홍콩섬선이 평면환승되고 하층 승강장에 홍콩섬선과 남공도선이 지나가는 환승역이다. 1982년 췬완선 지선이 개통되기 전에는 쿤통선에 속했다.
감중이라는 이름은 이 지역 근처에 있었던 옛 영국군 해군기지 (지금의 타마르 단지)에서 쓰던 종이 금으로 되어 있었다는 데에서 유래하였으며, 영어로 '애드미럴티 →해군기지'란 이름 역시 비슷한 배경에서 유래되었다. 다만 해군기지가 있었던 당시에는 애드미럴티란 지명은 사용되지 않았다. 감중역 건물 자체는 1878년에 지어졌다가 1970년대에 철거된 옛 홍콩 해군조선소 터 위에 지어졌다.
2011년부터 2016년까지는 기존의 역 구조 밑에 승강장 두 개를 신설하여 노선이 두 개 더 경유할 수 있도록 만드는 공사를 거쳤으며, 남공도선과 동철선이 그 노선들이다. 남공도선의 경우 2016년에 개통되어 현재 운영 중이지만 동철선 승강장은 2022년 5월 15일에 개통되었다.

## 역사

### 건설
처음에는 항철공사에서 먼저 정부 측에 이 일대 5,600m²규모의 부지를 이용하게 해달라는 신청서를 냈으나 반려됐다. 이후 협상 끝에 1976년 2억 홍콩달러에 달하는 현물과 주식을 대가로 해당 부지를 항철공사 측에 넘긴다는 조약이 체결됐다. 역 건설 결정 이후에는 역 지상부에 애드미럴티 센터와 유나이티드 센터, 퀸스웨이 플라자 등의 개발 계획이 진행됐다.
1980년 2월 12일 중완역과 짐사저이역을 잇는 지하철 노선이 처음으로 개통됐다. 그 당시 홍콩섬에 자리한 지하철역은 이곳 애드미럴티역과 센트럴역, 단 두 곳에 불과했다고 한다. 처음에는 쿤통선으로 운행되다가 노선 개편 후인 1982년 5월 10일부터 췬완선으로 영업하게 되었다.
애드미럴티역에는 홍콩섬선이 들어올 거라는 예측이 많았다. 그리고 1985년 5월 31일 홍콩섬선 1단계 구간 (감중-차이완)이 개통되면서 공도선 승강장도 서쪽 임시 종착역으로서 영업을 시작하였다. 이 과정에서 평면환승이 가능하도록 췬완행 (췬완선)과 차이완행 (홍콩섬선) 승강장을 하층부 섬식 승강장에 두고, 센트럴행 (췬완선)과 애드미럴티행 (홍콩섬선) 승강장은 상층 승강장에 두었다. 그로부터 몇개월 후인 1986년 홍콩섬선 2단계 구간 (중완-성완)이 개통되자 센트럴행 승강장은 그대로 성완행 승강장으로 바뀐 채 운행을 유지하였다.
2004년 1월 5일 오전 9시 14분, 침사추이역에서 센트럴역으로 가던 센트럴행 열차 첫째 칸에서 망상장애를 앓고 있던 55세 남성이 시너가 가득찬 가스통 두 개에 불을 붙이면서 화재가 발생, 14명의 승객이 경상을 입었다. 기관사는 운행을 계속하여 감중역에 정차하였고 승객들은 바로 열차에서 탈출하였다.

### 역 확장공사
애드미럴티역은 두 개의 노선을 더 추가로 경유시키기 위해 공사를 완료해둔 상태다. 지하 6층에는 남부섬선이, 지하 5층에는 동철선이 지나게 된다.
남부섬선 승강장의 경우 2016년 12월 24일 일반운행을 개시한 뒤, 12월 28일에 정식 개통식을 열었다. 이로써 난 구에 사는 시민들이 홍콩섬의 중심업무지구로 더 수월하게 접근할 수 있는 길이 열렸다. 원래는 2015년에 개통될 예정이었으나 새로운 승강장이 들어설 터널 공사 과정에서 기술적 문제가 발생하면서 1년 정도 연기되었다. 동철선 승강장은 2022년 노선 개통과 함께 영업에 들어갔으며, 동철선과 직결 환승되어 신가이 북동부에서 오는 출퇴근 승객을 수용할 수 있다는 관측이다.
기존의 역 대합실 동쪽에는 자연광이 들어오는 지하 환승대합실을 추가로 한 층 올려서 남공도선을 비롯한 신설 노선으로 환승할 수 있도록 해놨으며, 안마당 역시 확장해놓았다. 이 같은 확장구역은 기존에 있던 것과 더하면 에스컬레이터 34대, 엘레베이터 다섯 대로 지상의 하코트 공원과 연결된다. 사틴-중완선 승강장은 환승대합실 지하에 자리하며, 남부섬선 승강장이 바로 그 밑에 다시 자리하게 된다. E1과 E2 출입구는 환승대합실에 유리천장을 둘 수 있도록 한 개의 출입구로 다시 지었고, 동시에 E출입구로 이름을 바꿨다. E출입구는 동철선 승강장이 개통될 당시에 문을 열었다. 한편 역 북쪽의 동철선 선로에는 차단막이 설치되어 있고 오버런 트랙도 설치되어 있지 않기 때문에, 역 남쪽으로 향하는 열차를 위해  동철선 선로에 대피선을 설치할 예정이다.
기존의 지하 3층 승강장 중 협소한 공간은 더욱 넓혀, 췬완선 열차의 처음 두 칸과 홍콩섬선 열차의 마지막 두 칸에 더욱 수월하게 올라탈 수 있도록 하였다. 이로서 특히 췬완 방면으로 향하던 췬완선 승객들의 접근이 더 편리해졌다. 또 확장 공사가 이뤄진 구역 내에 새로운 역 시설도 추가됐는데 이를테면 승차구역 내 화장실, 대합실과 지상을 잇는 엘레베이터, 예술 작품 등이 있다.
예술작품의 경우 총 두가지가 새로 설치됐는데, 하나는 토니 입의 <녹색의 감>로 하코드 공원으로 이어지는 에스컬레이터 벽면에 설치된 작품이다. 다른 하나는 오토 리의 <도시음경>으로, 신역사와 구역사 사이를 잇는 에스컬레이터 양쪽면에 설치되어 있다. 애드미럴티역을 이용하는 승객들의 이동경로를 묘사한 작품이다.

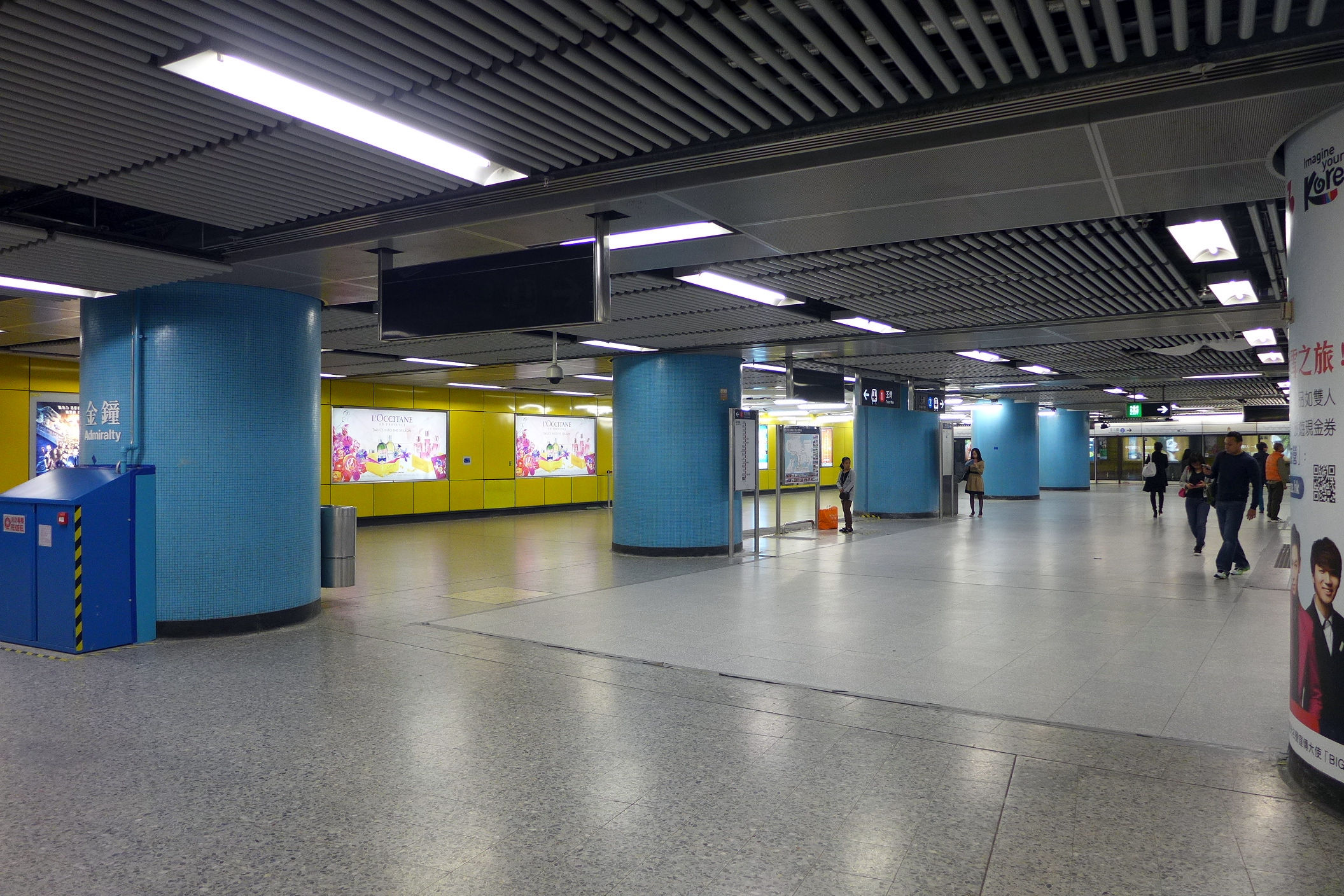
열차를 동시에 갈아타려는 승객들이 많기 때문에 승강장도 널찍하다.
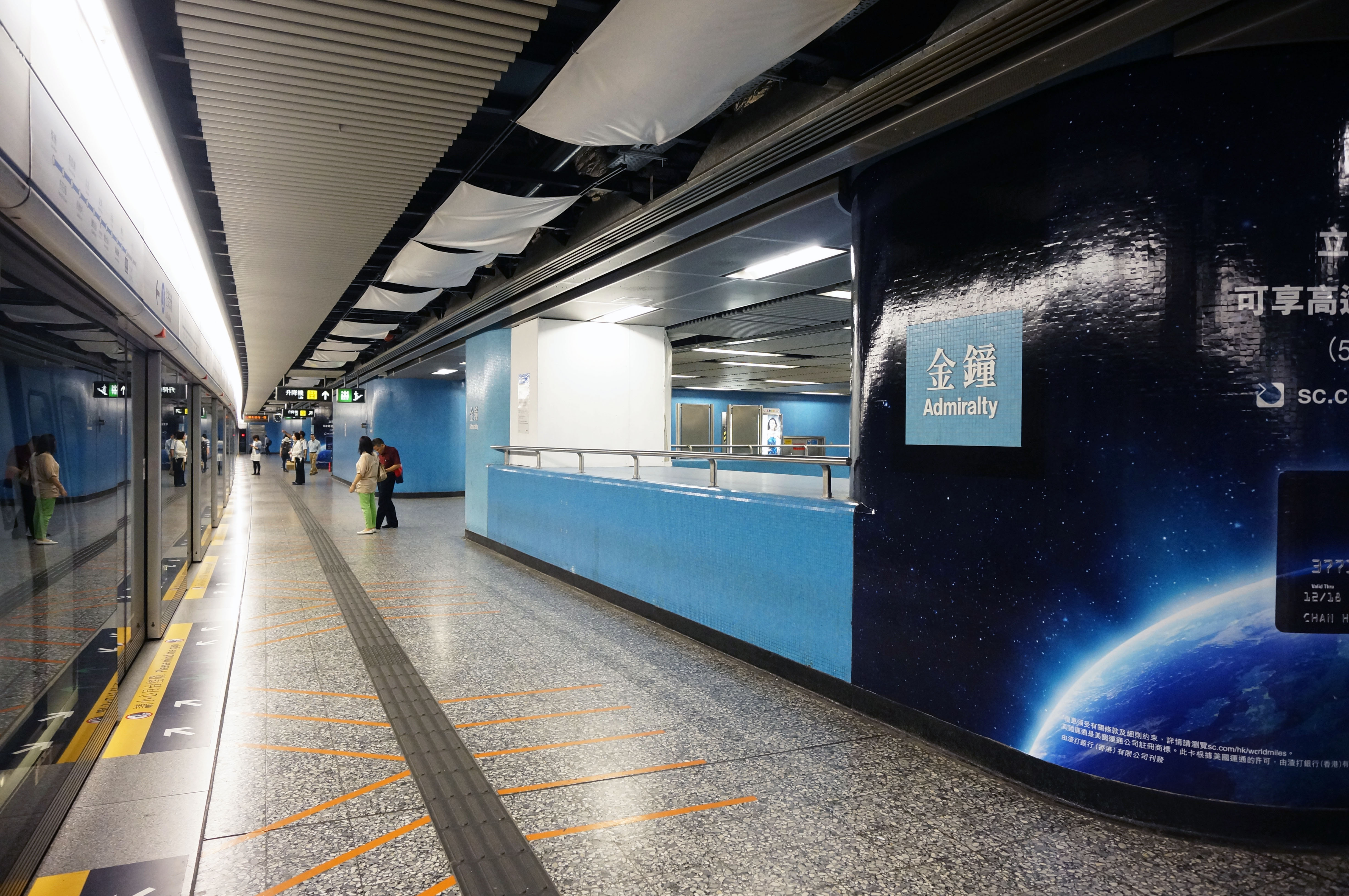
승강장
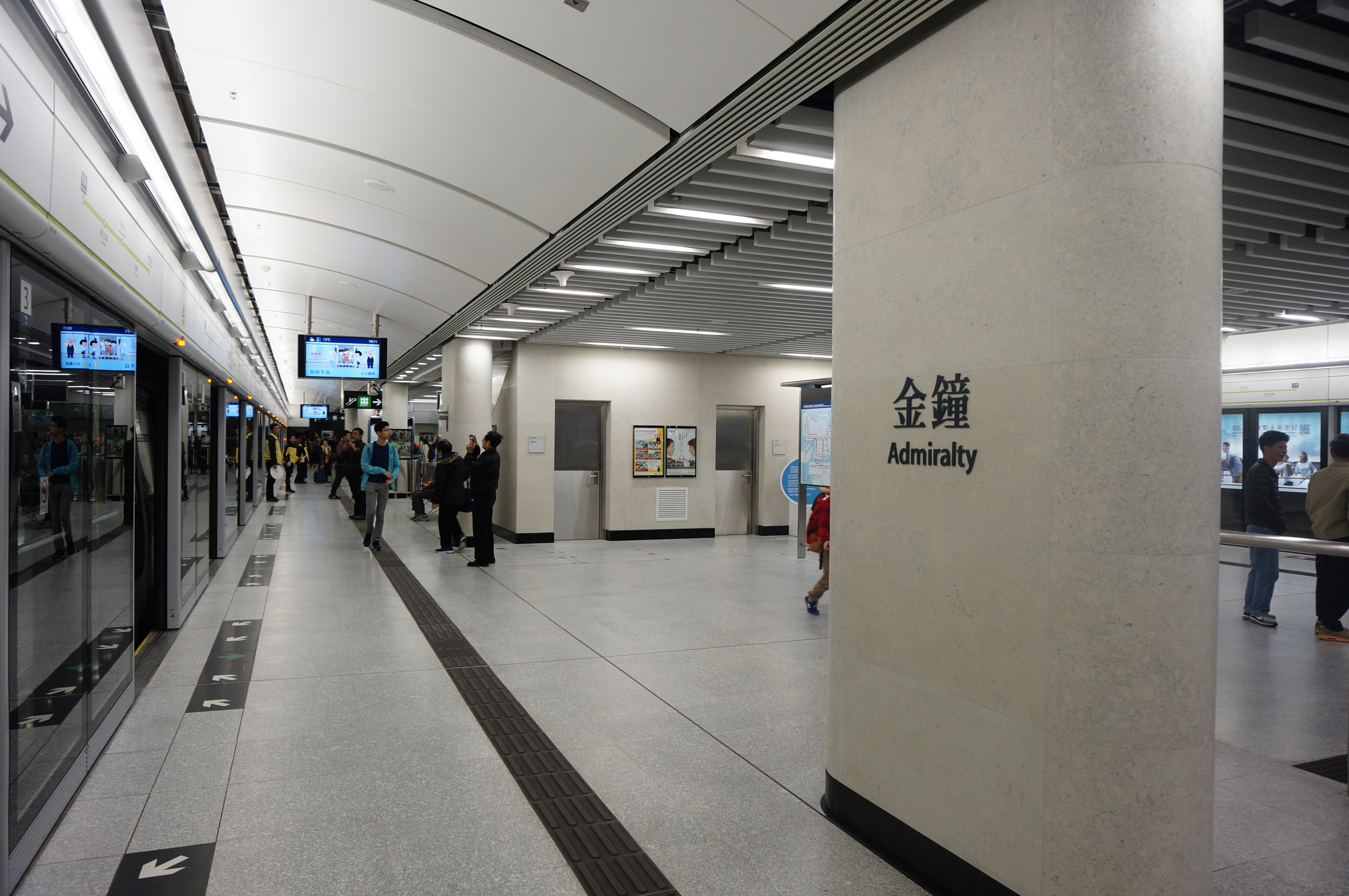
남부섬선 5번 승강장
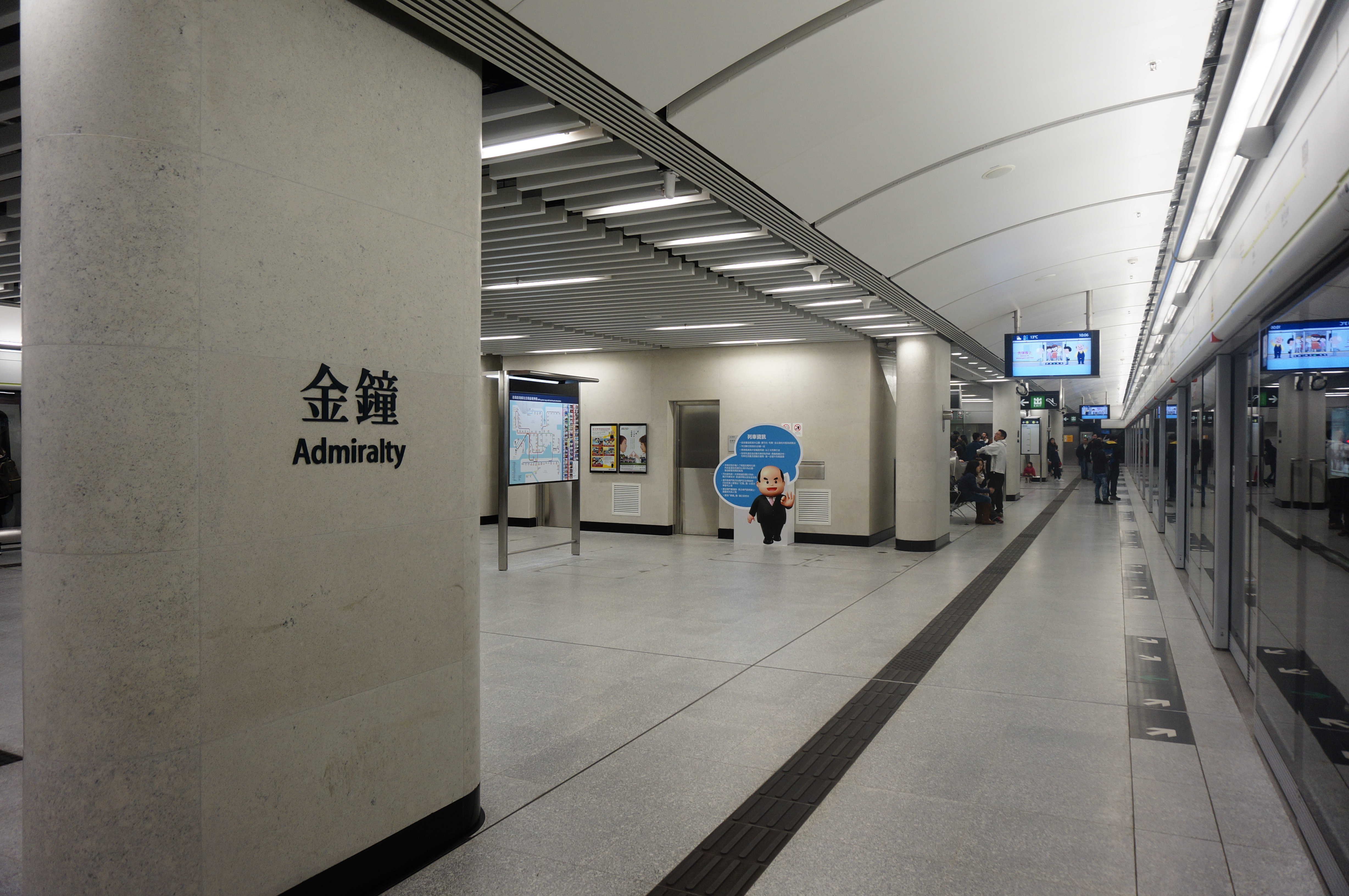
남부섬선 6번 승강장
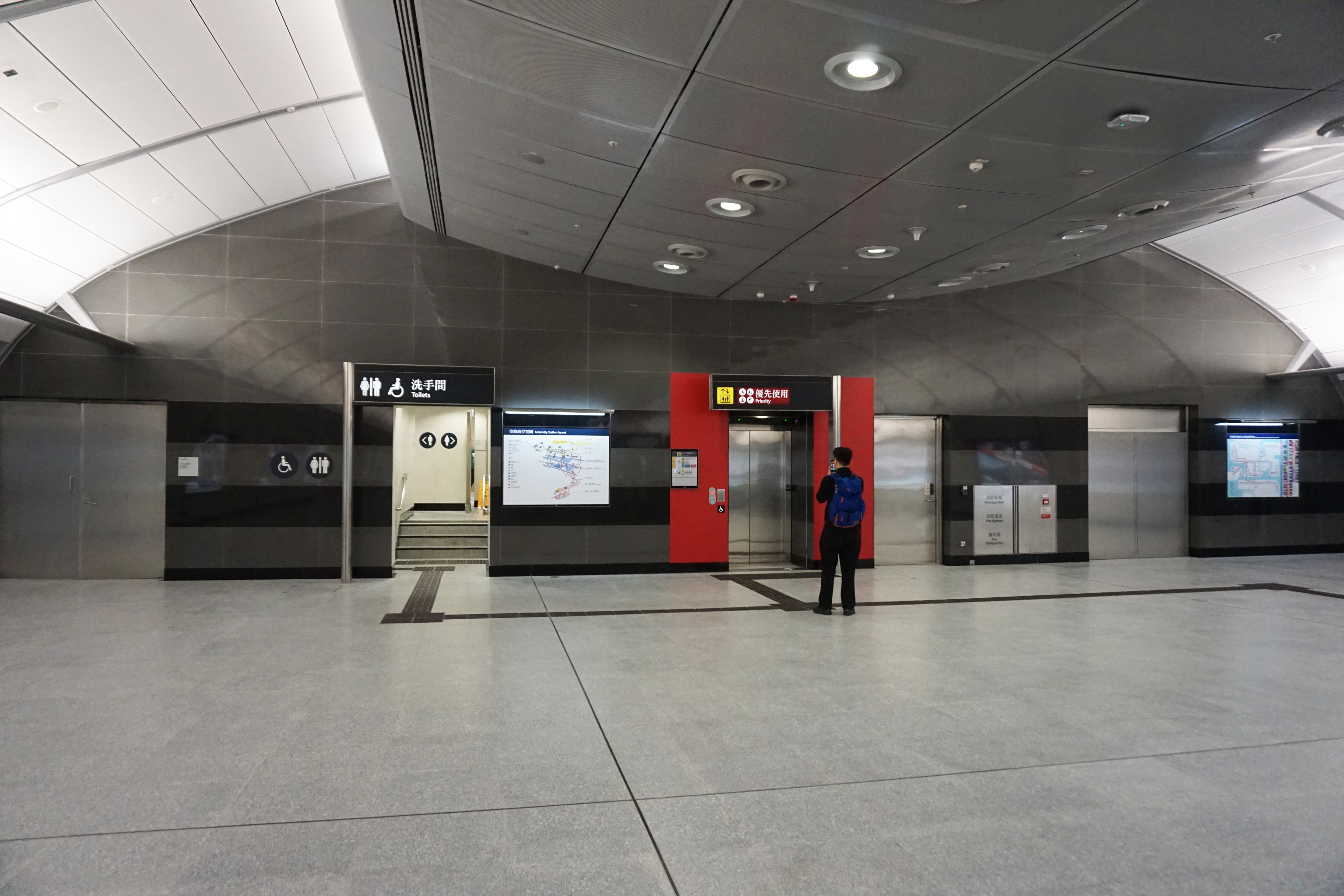
5층 승차구역의 화장실
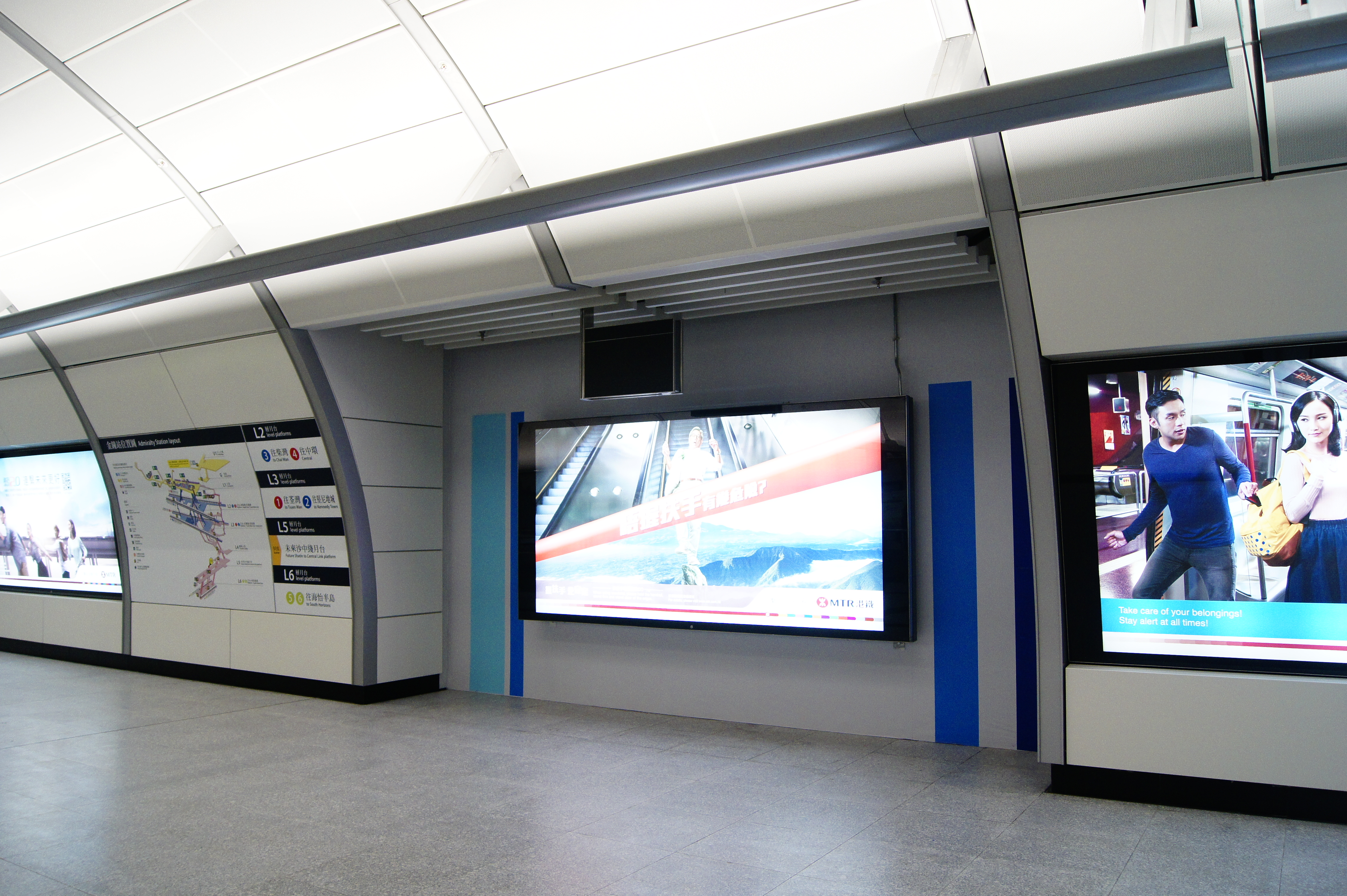
개통이전 벽으로 가로막혀 있었던 동철선 승강장 통로

## 승객 과밀 문제
애드미럴티역은 췬완선과 홍콩섬선이 지나는 환승역이기 때문에 출퇴근 시간에는 상당히 혼잡을 빚는다. 이는 홍콩 지하철 전 역을 통틀어서, 가우룽과 홍콩섬의 노선들을 서로 잇는 역할을 하는 평면 환승역이 애드미럴티역과 박곡역 정도밖에 없어 승객이 몰리는 탓이다. 이 같은 수요를 감안해 열차의 배차간격을 2.1분 정도로 매우 빠르게 해놓았음에도 불구, 통근자들이 환승할 때에는 다음 열차, 심지어는 다다음 열차까지 기다려야 하는 상황이 자주 있다. 이 같은 상황은 항철공사와 구광철로의 합병 이후 요금을 인하하는 조치를 내리면서 더더욱 악화됐다.
이 같은 처지 때문에 피크시간대가 되면 역 승무원을 추가배치하거나 에스컬레이터 방향을 조정하는 등의 임시조치가 내려지며, 홍콩의 유명인사가 혼잡안내방송을 맡기도 한다. 저녁 피크시간대에 접어들면 췬완선의 일부 열차는 센트럴역에는 무정차 통과하고 이역에 와서 정차한 뒤 정상운행하는 모습도 보이는데, 중완역에서 채워질 자리를 미리 확보함으로서 이역의 수요를 완화시키기 위한 조치다..
차후에는 테일스 트랜스포테이션 시큐리티 사와 손잡고 췬완선의 신호체계를 2018년까지 개선시킬 계획이며, 2022년 동철선 개통되어 운행을 시작하면 췬완선의 도항 승객 수요를 조금 덜 것이라는 관측이다.

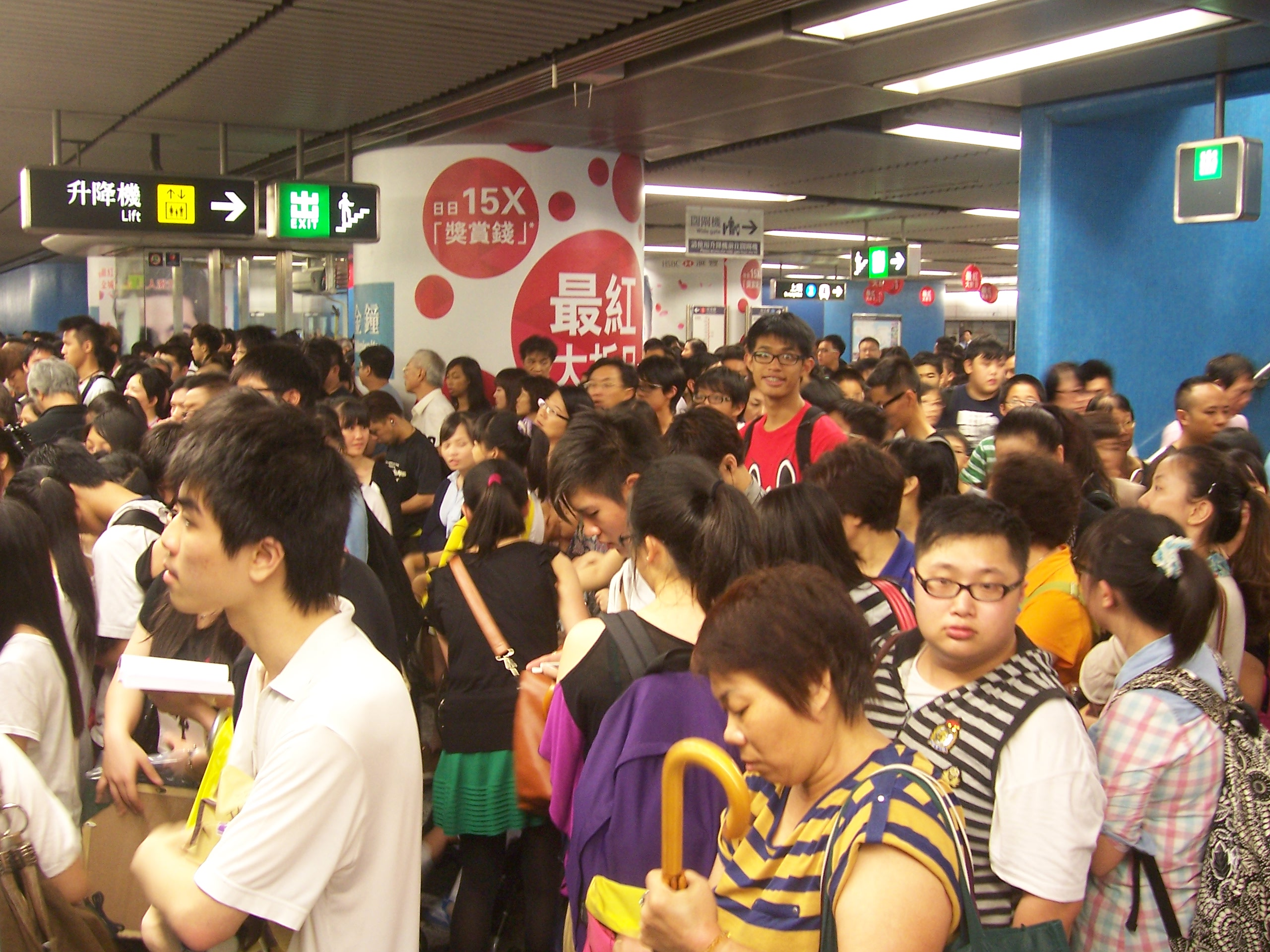
애드미럴티역에서 열차를 갈아타기 위해 기다리는 승객들
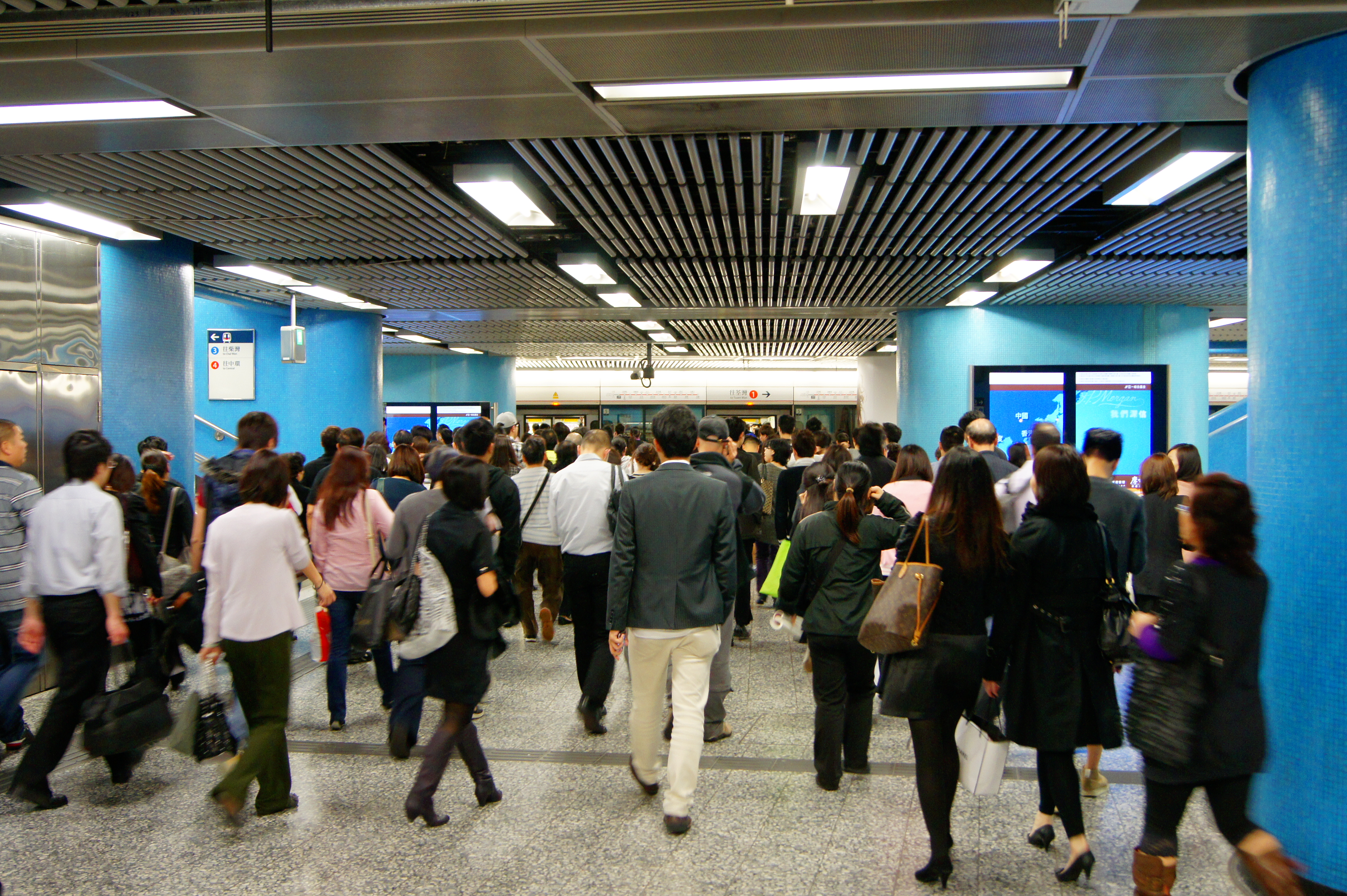
저녁 피크시간대 애드미럴티역에서 가장 많이 붐비는 구역인 췬완선 췬완방면 승강장.

## 역 구조
| U1        | 보도                             |                                              |
| G         | 지상                             | 출구, 대중교통 환승                          |
| L1        | 대합실                           | 고객서비스, MTR샵, 항셍은행                  |
| L1        | 대합실                           | 자판기, ATM기                                |
| L1        | 대합실                           | MTR 트래블                                   |
| L1        | 대합실                           | 학생 트래블 계획사무소, MTR 분실보관소       |
| L2 승강장 | 승강장 4                         | ← 췬완선 중완 방면 (종착역)                  |
| L2 승강장 | 섬식 승강장, 왼쪽문 열림         |                                              |
| L2 승강장 | 승강장 3                         | → 공도선 차이완 방면 (완자이) →              |
| L3 승강장 | 승강장 1                         | → 췬완선 췬완 방면 (짐사저이) →              |
| L3 승강장 | 섬식 승강장, 오른쪽문 열림       |                                              |
| L3 승강장 | 승강장 2                         | ← 공도선 케네디타운 방면 (중완)              |
| L4        | -                                | 상하층 승강장 환승로비                       |
| L5 승강장 | 승강장 7                         | → 동철선 로우/록마차우 방면 (전시장) →       |
| L5 승강장 | 섬식 승강장, 오른쪽문 열림       |                                              |
| L5 승강장 | 승강장 8                         | ← 동철선 종착승강장                          |
| L6 승강장 | 승강장 6                         | ← 남공도선 (동단) 호이이분도 방면 (오션파크) |
| L6 승강장 | 섬식 승강장, 왼쪽/오른쪽 문 열림 |                                              |
| L6 승강장 | 승강장 5                         | ← 남공도선 (동단) 호이이분도 방면 (오션파크) |

감중역은 총 6개 층으로 이루어진 구조다. 가장 위에 있는 L1층에는 개찰구역, 로비, 고객서비스 센터 등의 역 시설이 들어서 있다.
L2층에는 4번 승강장 (췬완선 중완 방면)과 3번 승강장 (홍콩섬선 차이완 방면)으로 갈 수이다. 그보다 한 층 아래에 있는 L3층에서는 2번 승강장 (홍콩섬선 케네디타운 방면)과 1번 승강장 (췬완선 췬완 방면)으로 내려갈 수 있다. 이 두 층의 양 승강장 사이에는 드넓은 보도가 뚫려 있으며, 양 뱡향으로 살짝 기울어진 모습이기에 마치 사다리꼴 모양을 띄고 있다. 승강장이 굴곡진 형태인데다 승객도 많이 몰리는 환승역이기 때문에 스크린도어 앞에는 'Mind the gap' (틈새 주의) 문구 스티거가 큼지막하게 붙어 있다.
동구와 완자이구에서 오는 승객들은 바로 반대편의 1번 승강장으로 건너가서 췬완선 열차로 갈아탄 뒤 사이가우룽, 콰이충, 췬완 등의 동네로 갈 수 있으며, 반대로 사이가우룽, 콰이충, 췬완에서 오는 승객들은 3번 승강장으로 건너가 공도선 차이완행 열차에 오를 수 있다.

## 출입구
애드미럴티역은 홍콩섬 중심업무지구에 자리해 있다. 이 때문에 역 주변에는 사무빌딩이 밀집해 있다. 또 대형 쇼핑몰인 퍼시픽 플레이스 역시 F출입구에서 보도를 따라 찾아갈 수 있다.
- A: 애드미럴티 센터
- B: 드레이크가, 리포 센터
- C1: 퀸스웨이 플라자
- C2: 택시 정류장
- D: 유나이티드 센터
- E: 로드니가 (현재 사틴-중완선 공사로 폐쇄[17] )
- F: 퍼시픽 플레이스

## 교통

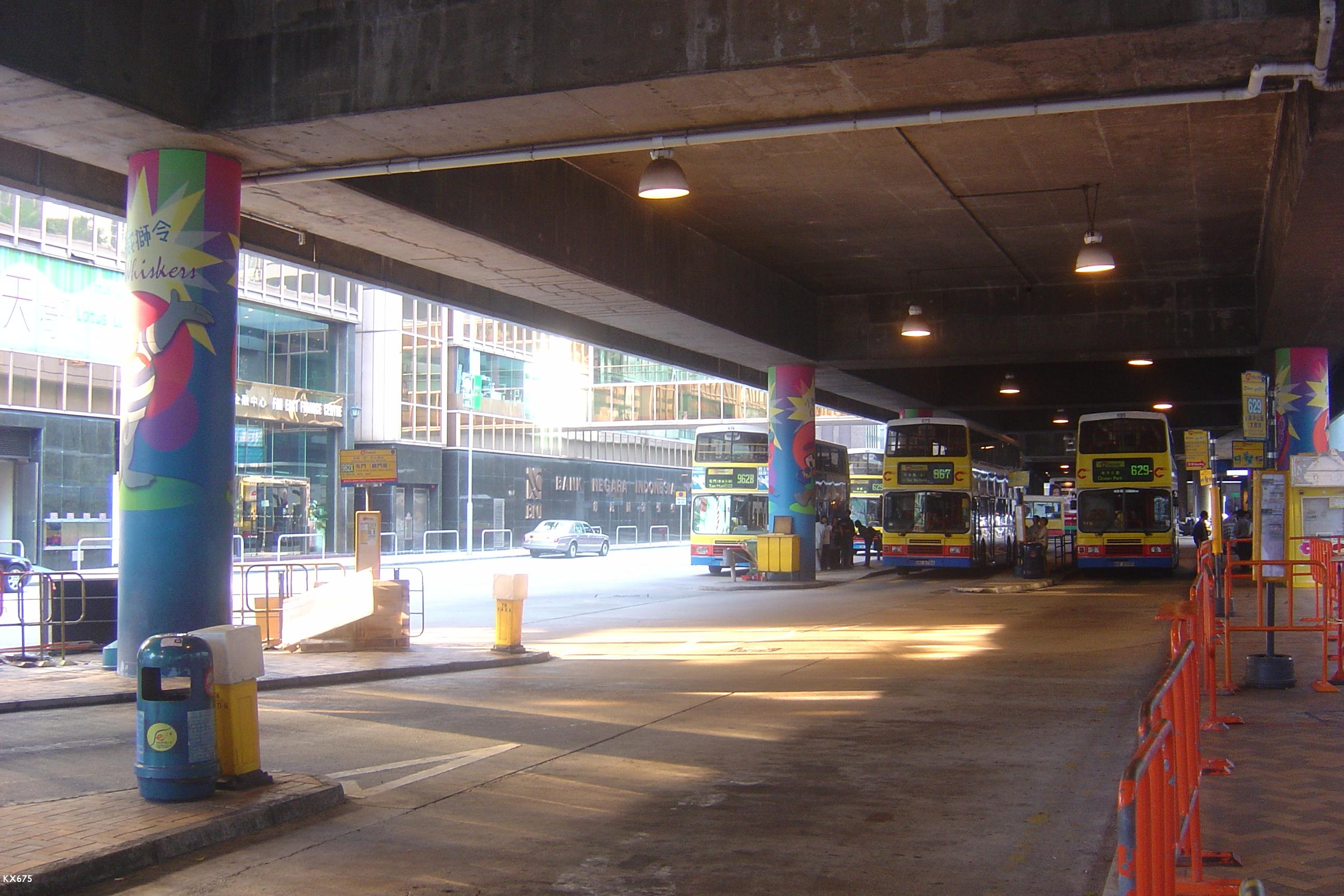
애드미럴티역 지상에 자리한 애드미럴티 (서부) 대중교통 환승장

B출입구, C2출입구, D출입구를 통해 지상으로 나가면 이역 전반에 걸쳐 버스터미널이 들어서 있다. 여기서 버스를 타면 홍콩섬은 물론 가우룽, 신가이 곳곳으로 이동할 수 있다.

### 버스 노선
- 버스
  - KMB (도항 노선만 운영)
  - 퍼스트 버스
  - 시티버스
  - 그밖에 역에서 찾아갈 수 있는 버스터미널로는 다음이 있다.
    - 감중 (서부) – B출입구
    - 감중 (타마르가) – B출입구
    - 감중 (드레이크가) – C2출입구
    - 감중 (동부) – D출입구
    - 감중 (로드니가) – D출입구 사이